# Eduardo Roberto Stinghen
Eduardo Roberto Stinghen, ismertebb nevén: Ado (Jaraguá do Sul, 1946. február 4. –) világbajnok brazil válogatott labdarúgókapus.
A brazil válogatott tagjaként részt vett az 1970-es világbajnokságon.

## Pályafutása

### A válogatottban
1970-ben 3 alkalommal szerepelt a brazil válogatottban. Tagja volt az 1970-es világbajnok csapatnak.

## Sikerei, díjai
Brazília
- Világbajnok (1): 1970